# Надарево
Нада́рево (болг. Надарево) — село в Тирговиштській області Болгарії. Входить до складу общини Тирговиште.

## Населення
За даними перепису населення 2011 року у селі проживали 465 осіб.
Національний склад населення села:
| Національність   | Кількість осіб | Відсоток |
| ---------------- | -------------- | -------- |
| турки            | 240            | 52,3%    |
| болгари          | 173            | 37,7%    |
| цигани           | 12             | 2,6%     |
| інша             | 34             | 7,4%     |
| не визначились   | 0              | 0%       |
| Всього відповіли | 459            |          |

Розподіл населення за віком у 2011 році:
Динаміка населення: